# Charles Gald Sibley
Pour les articles homonymes, voir Sibley.
Charles Gald Sibley, né le 7 août 1917 à Fresno en Californie, mort le 12 avril 1998 à Santa Rosa en Californie, est un biologiste moléculaire et ornithologue américain. Son œuvre a eu une immense influence sur la classification scientifique des oiseaux, modifiant radicalement notre vision et notre compréhension de l’évolution des néornithes (oiseaux modernes) dont les grandes lignes sont présentées dans l'article Taxinomie Sibley-Ahlquist.

## Formation
Dès l’âge de cinq ans, Charles Gald Sibley s’intéresse aux oiseaux et à sept ans, il lit des ouvrages spécialisés (Seton et Burroughs) et sait qu’il sera naturaliste. Son choix est encouragé par un professeur au lycée et par un ami plus âgé, passionné d’ornithologie.
Lors de ses études à l'université de Californie, à Berkeley, il fait ses premiers travaux de terrain au Mexique (1939-1941). Pendant la Seconde Guerre mondiale, il devient officier dans les communications de l’U.S. Navy, passant 19 mois aux Îles Salomon et aux Philippines, où il collecte des centaines de spécimens avant de retourner aux États-Unis, pour terminer ses études.

## Carrière
- 1948-1949 : professeur de zoologie, conservateur des oiseaux, université du Kansas.
- 1949-1953 : professeur assistant de zoologie, San Jose State College, Californie.
- 1953-1965 : professeur associé de biologie et professeur de zoologie; conservateur des oiseaux, Université Cornell.
- 1965-1986 : professeur de biologie, professeur d’ornithologie, conservateur des oiseaux, Muséum d'histoire naturelle Peabody, Université Yale.
- 1970-1976 : directeur, Muséum d’histoire naturelle Peabody, Université Yale.
- 1986: professeur émérite de biologie, Université Yale.
- 1986-1992 : doyen, professeur de sciences et de biologie, université d’État de San Francisco.
- 1993- : professeur honoraire de biologie, université d’État de Sonoma.

## Travaux
- 1939-1942 : études et recherches sur les oiseaux fossiles (paléontologie).
- 1941-1957 : études des variations géographiques, des spéciations, et des hybridations interspécifiques dans les populations d’oiseaux sauvages.
- 1957-1993 : études en biochimie et phylogénie, des molécules de protéines et d’ADN chez les oiseaux et les mammifères.

Sibley commence à s’intéresser à l’hybridation chez les espèces sauvages et à ses implications dans l’évolution et la taxonomie. Dès le début des années 1960, il se spécialise en biologie moléculaire : électrophorèse des protéines du sang (hémoglobine) et du blanc d’œuf (albumine).
Au début des années 1970, Sibley est un pionnier de l’hybridation de l'ADN, avec l’aspiration de découvrir, une fois pour toutes, les véritables relations entre les différents ordres d’oiseaux. Très controversé par certains de ses collègues au début, la durée de ses recherches et la fiabilité de ses méthodes, inversent l’opinion de certains d'entre eux.
À partir du milieu des années 1980, les résultats de ses travaux révisent la phylogénie des oiseaux actuels à la lumière des analyses d’ADN, résultats publiés dans différents articles entre 1986 et 1993, à la fois controversés et d’une influence majeure. En 1990, il est élu président du Congrès international d'ornithologie.
Ses principales publications Phylogeny and Classification of Birds (rédigé avec Jon Ahlquist) et Distribution and Taxonomy of Birds of the World (avec Burt Monroe) sont parmi les travaux ornithologiques les plus cités. Il est considéré comme un des plus grands ornithologues du XXe siècle.

## Devise
« Perfection is for the future, but it is our duty to strive for it in the present. » : « La perfection est pour le futur, mais notre tâche est de l’atteindre dès à présent. »

## Publications posthumes
- van Tuinen M., Sibley C.G. & Hedges S.B. (2000) The Early History of Modern Birds Inferred from DNA Sequences of Nuclear and Mitochondrial Ribosomal Genes. Mol. Biol. Evol., 17 : 451-457

## Orientation bibliographique
- Robert B. Payne (1998). Charles Gald Sibley (1917–1998), Ibis, 140 (4) : 697-699.